# Grasby
Grasby är en ort och civil parish  i Storbritannien.   Den ligger i grevskapet Lincolnshire och riksdelen England, i den sydöstra delen av landet, 220 km norr om huvudstaden London. Grasby ligger 53 meter över havet och antalet invånare är 395.
Terrängen runt Grasby är platt. Runt Grasby är det ganska tätbefolkat, med 70 invånare per kvadratkilometer. Närmaste större samhälle är Grimsby, 19,3 km öster om Grasby. Trakten runt Grasby består till största delen av jordbruksmark.